# Дайте книгата за жалби
Дайте книгата за жалби (на руски: Дайте жалобную книгу) е съветски игрален филм, произведен в студио „Мосфилм“ през 1964 г. от режисьора Елдар Рязанов.

## Сюжет
В Москва има ресторант „Глухарче“, който има лоша репутация сред посетителите. Персоналът е нелюбезен и небрежно обслужва клиентите, кухнята е отвратителна, книгата за оплаквания винаги е „заета“. И всичко щеше да остане същото, ако журналистът Никитин и неговите приятели не бяха дошли на това нещастно място. Изправен пред ужасно обслужване и освен това, поради недоразумение, попаднал в полицията, той решава да напише репортаж за този ресторант. Статията получава сериозен обществен отзвук.
По-късно самият Никитин се влюбва в директора на този ресторант – красива млада жена Татяна Александровна и ѝ помага да превърне старомодния ресторант в модерно младежко кафене. В резултат на това, след като са преминали през всички перипетии на бюрокрацията, те постигат целта си.

## Създатели
- Сценаристи – Александър Галич, Борис Ласкин
- Режисьор – Елдар Рязанов
- Оператори – Анатолий Мукасей, Владимир Нахабцев
- Художник – Владимир Каплуновски
- Композитор – Анатолий Лепин

## В ролите
- Анатоли Папанов – заместник-директор на ресторанта на Васил Васильович Кутайцев
- Микола Крючков – директор на Департамента по търговия Микола Иванович
- Микола Парфьонов – Иван Семенович Постников
- Тетяна Гаврилова – сервитьорка в Клава
- Нина Агапова – барманката на Зинаида
- Рина Зелена – певица на ресторант „Глухарче“.
- Джемал Сихарулидзе – Тенгиз, приятел на Никитин
- Микаела Дроздовская – Маша, съпругата на Тенгиз
- Наталия Суровегина – сервитьорка
- Зоя Исаева – сервитьорката на Вера
- Юрий Никулин – продавач в магазин за дрехи
- Георгий Вицин – мениджър отдел в магазин за дрехи
- Евгений Моргунов – директор на магазин за дрехи